# Beata Podgórska
Beata Podgórska – polska dyplomatka.

## Życiorys
Beata Podgórska ukończyła filologię romańską i rumuńską. Zawodowo związana z Ministerstwem Spraw Zagranicznych. W latach 90., przez cztery lata, pełniła funkcję attaché kulturalnego przy ambasadzie w Bukareszcie. Siedem lat, do 2009, pracowała w Instytucie Polskim w Paryżu jako wicedyrektorka i przez dwa lata jako p.o. dyrektor. W 2009 była odpowiedzialna za zorganizowanie Instytutu Polskiego w Brukseli, którego została pierwszą dyrektorką. Na stanowisku pozostała do 2013. Od 1 grudnia 2018 do 20 lipca 2020 kierowała placówką w Rabacie, reprezentując Polskę w Maroku jako chargé d’affaires.